# Кеннеди, Энни
Э́нни Ке́ннеди (англ. Annie Kennedy) — шотландская кёрлингистка.
В составе женской команды Шотландии участница чемпионата мира 1984 (заняли пятое место). Чемпионка Шотландии среди женщин и среди смешанных команд.
Играла на позиции третьего.

## Достижения
- Чемпионат Шотландии по кёрлингу среди женщин: золото (1984).
- Чемпионат Шотландии по кёрлингу среди смешанных команд: золото (1984).

## Команды
| Сезон                          | Четвёртый     | Третий       | Второй         | Первый       | Турниры                      |
| ------------------------------ | ------------- | ------------ | -------------- | ------------ | ---------------------------- |
| 1983—84                        | Сэди Андерсон | Энни Кеннеди | Марта Макфазин | Джесси Браун | ЧШЖ 1984 · ЧМ 1984 (5 место) |
| Кёрлинг среди смешанных команд |               |              |                |              |                              |
| 1983—84                        | Jack Brown    | Энни Кеннеди | Jack Kennedy   | Джесси Браун | ЧШСК 1984                    |

(скипы выделены полужирным шрифтом)